# پارکینگ

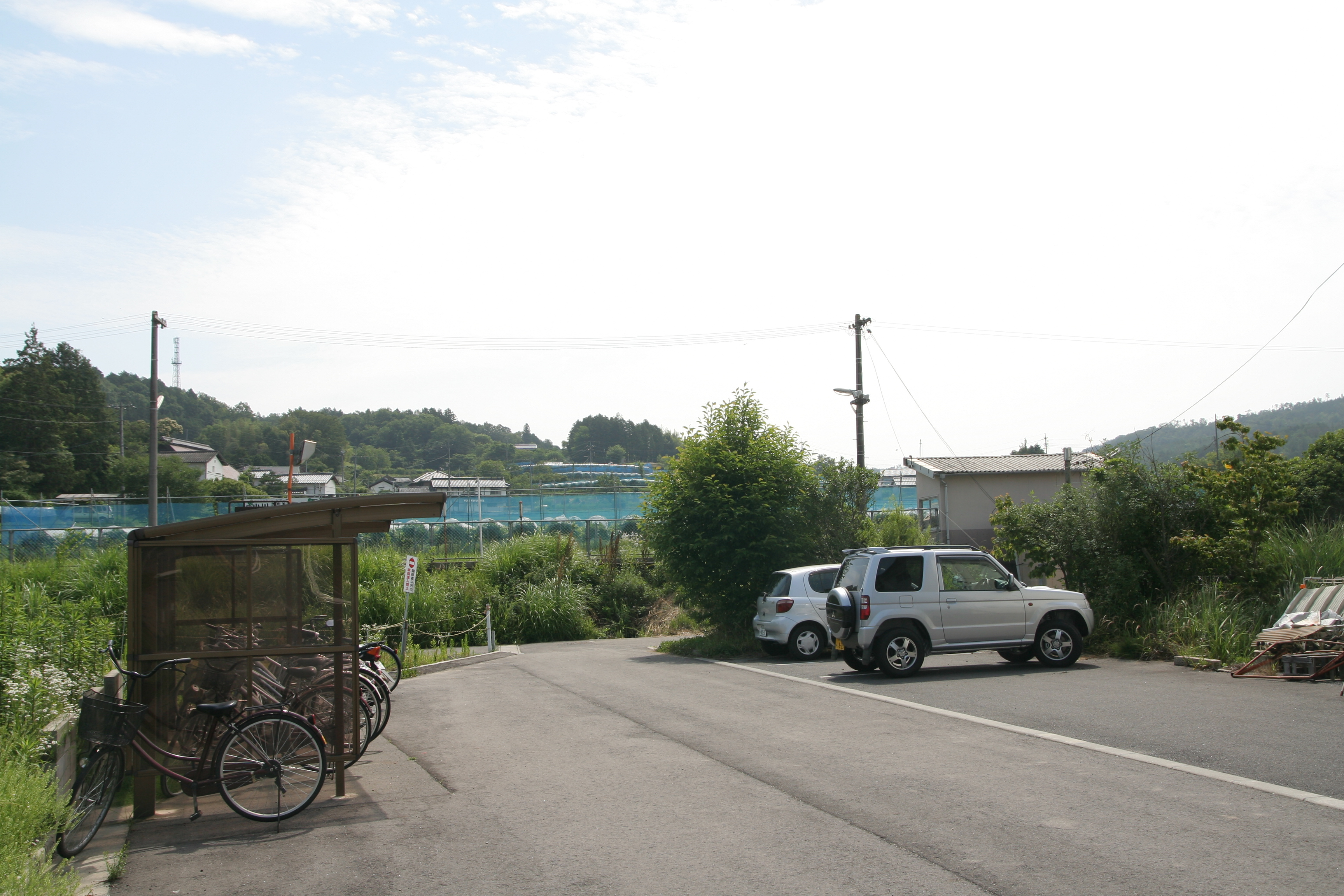
پارکینگ خودرو و دوچرخه در ژاپن

پارکینگ (به انگلیسی: Parking) یا توقفگاه محلی است که خودرو در طی زمانی که از آن استفاده نمی‌شود، در آنجا نگهداری می‌شود. پارکینگ می‌تواند در فضای باز یا بسته واقع شوند به طوری که دسترسی به آن‌ها خصوصی یا عمومی باشد.
پارکینگ برای حمل و نقل خودرویی ضروری است. خودروها به طور میانگین ۹۵٪ عمر مفیدشان را پارک شده‌اند. در دسترس بودن و قیمت پارکینگ می‌تواند بر وابستگی خودرویی تاثیر بگذارد . بخش بزرگی از فضای شهری صرف پارکینگ میشود. مثلا در بسیاری از شهرهای آمریکای شمالی تا بیش از نیمی از فضای مرکز شهر را جای پارک اشغال می‌کند. 

## پارکینگ خیابانی
پارکینگ خیابانی به پارک کردن ماشین در کنار یا در وسط یک بلوار گفته می‌شود. 
پیدا کردن جای پارک یک مشکل مهم برای رانندگان است؛ در سال‌های گذشته روش‌های گوناگونی همانند استفاده از اپلیکیشن تلفن همراه، ارائه نقشه‌های راهنما، و بسیاری دیگر برای کمک به رانندگان به‌وجود آمدند.
پارکینگ خیابانی و مخصوصا پارکینگ خیابانی رایگان گاهی مورد انتقادات فراوانی قرار می‌گیرد چون استفاده بدی از فضای ارزشمند شهری به شمار می‌آید. بعضی شهرها بخشی از پارکینگ خیابانی را با پارکلت عوض کرده‌اند که فضایی است برای نشستن و استراحت کردن شهروندان کنار کمی گل و گیاه. 
در برخی کشورها مثل ژاپن پارک کردن ماشین در کنار خیابان بسیار نادر است و تقریبا می‌شود گفت به طور کامل ممنوع است. 

## آسیب زیست محیطی
متخصصان محیط زیست مدت‌هاست با ساختن پارکینگ در مرکز شهرها مخالفند چون معتقدند سطوح گسترده آسفالت سیاه باعث جذب گرما و ایجاد جزیره‌های گرم در مرکز شهر می‌شود. از طرفی پارکینگ‌ها احتمال آب‌گرفتگی و خطر سیل را افزایش می‌دهند. 

## در تهران

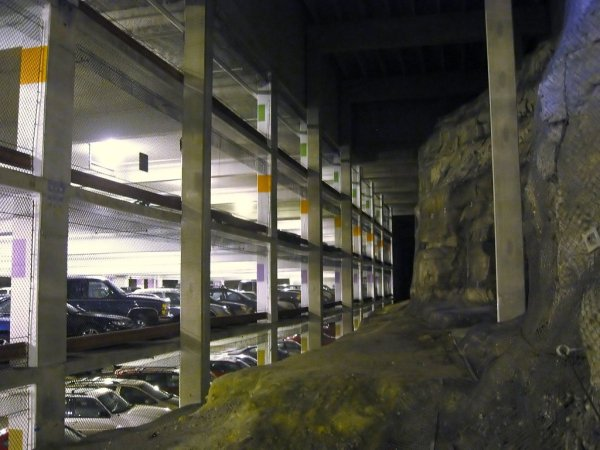
یک پارکینگ زیرزمینی

در شهر تهران، خانه‌های بدون پارکینگ، سخت فروش می‌روند؛ به‌عنوان مثال اگر دو آپارتمان در یک مجتمع، که هر دو ۸۵ متری و داراکینگ، سخت فروش می‌روند؛ به‌عنوان مثال اگر دو آپارتمان در یک مجتمع، که هر دو ۸۵ متری و دارای امکانات مشابه باشند، آپارتمان دارای پارکینگ متری ۴ میلیون و ۵۰۰ هزار تومان باشد، آپارتمان دیگر (بدون پارکینگ) متری ۴ میلیون و ۱۰۰ هزار تومان قیمت‌گذاری می‌گردد. در نتیجه بنابه‌گزارشی در شهریور ۱۳۹۳، قیمت خانه‌های پارکینگ‌دار و فاقد پارکینگ در منطقهٔ محله هفت تیر، متری ۲۰۰ تا ۳۰۰ هزار تومان، متفاوت است. داشتن پارکینگ خود یکی از امتیازهای یک آپارتمان است.
از «دعوا سر جای پارک» به‌عنوان عامل بیشترین نزاع‌های خیابانی در شهر تهران یاد شده‌است.

## اپلیکیشن‌ها
معمولاً از نمایش اطلاعات زنده استفاده می‌کنند و ممکن است برخی به کاربران برای افزودن اطلاعات جدید و محل پارکینگ‌ها وابسته باشد. ممکن است تبلیغات داشته باشند یا به خاطر نمایش جای پارک پول بگیرند.
همچنین این نوع اپلیکیشن‌ها می‌توانند اطلاعات جای پارک همانند ارتفاع، هزینه و ظرفیت را نیز نمایش دهند.